# Tub refrigerant

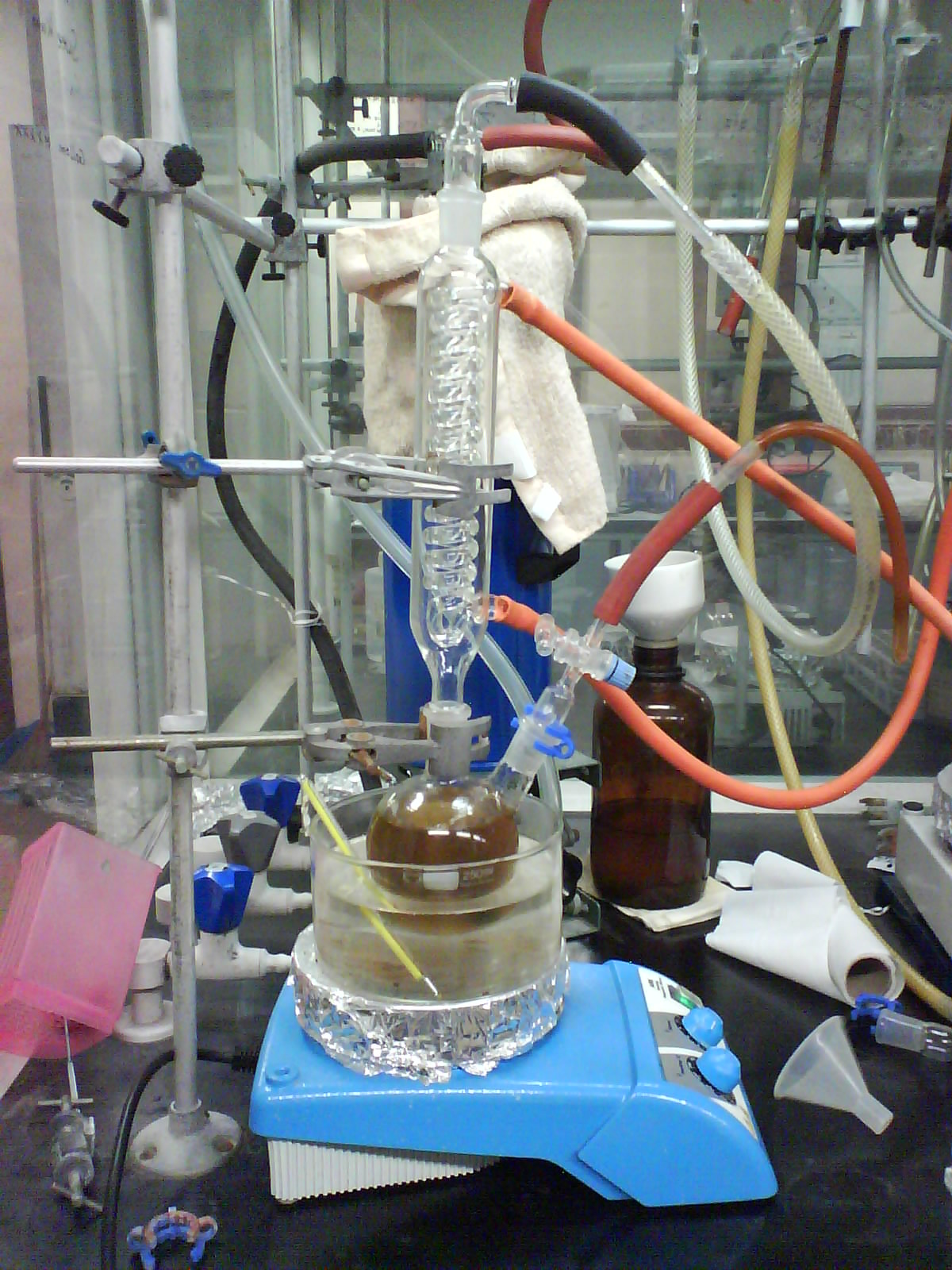
Un refrigerant Graham en un muntatge per evitar pèrdues de toluè

Un tub refrigerant o refrigerant és un instrument de vidre utilitzat als muntatges experimentals per refredar i condensar les substàncies químiques en estat gasós. Els refrigerants s'utilitzen principalment per recuperar un líquid, o destil·lat, que prové d'una destil·lació, o per evitar les pèrdues de matèria per evaporació en el cas dels escalfaments a reflux.
El fluid fred és generalment aigua, però també existeixen refrigerants d'aire o amb altres substàncies com ara etanol, dimetilèter, gel sec o acetona.

## Funcionament
L'aigua freda circula permanentment per la part externa del refrigerant, refredant les parets internes. El gas calent, provinent del medi reactiu, és refredat en entrar al refrigerant i es condensa sobre les parets en forma de petites gotes. Aquestes gotes, en augmentar de mida, s'escolen de nou al medi de treball (escalfament amb reflux) o són recuperades a un altre recipient, generalment un erlenmeyer (destil·lació).

## Tipus

Un dels tipus més simples: el condensador Liebig.
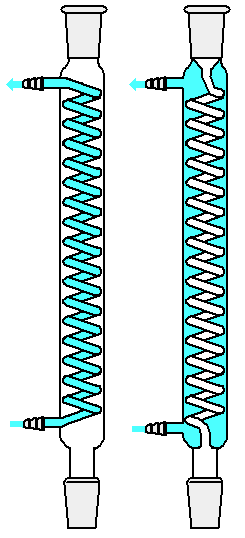
Dues configuracions del refrigerant de Graham
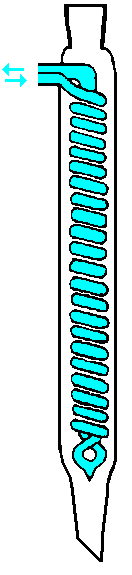
Refrigerant Dimroth
Refrigerant Allihn
Refrigerant Friedrich
Dos refrigerants Liebig i un d'Allihn
Refrigerant Graham
Dits freds